# BLVCKBERRY
BLVCKBERRY（ブラックベリー）は、日本の5人組ボーイズユニット。所属事務所はROMAN RECORDS。

## 概要
多くのメジャーアーティストの楽曲を制作する音楽制作チームSPVRKが全楽曲制作を担い、SPVRK代表である猟平による総合プロデュースによる5人組ダンス&ボーカルグループ。
2021年6月、異例の顔出し前にデビューライブを告知するプロモーションが話題となり、7月9日に新宿ReNYで行われた「BLVCKBERRY DEBUT LIVE”起動”」のチケットは発売開始3分で完売。
12月14日にリリースされた1st SINGLE「2035」は実売数1万5000枚を売り上げオリコンデイリー1位を獲得。
12月17日に新宿BLAZEで行われた「BLVCKBERRY 1st ONEMAN LIVE ”不死鳥”」はチケット発売開始6分で全て完売。当日はファンが殺到し、関係者を込め客席に入りきらず会場から入場規制を敷かれるほどの混乱を招いた。
フジテレビ系音楽情報番組「Tune」に出演しスタジオライブ、インタビューでのピックアップや、「週間USEN HIT J-POPランキング」にて第16位にもランクインし全国77万拠点でのパワープレイ、文化放送「レコメン！」でも全国36局ネットにてパワープレイされ、「LIVE DAM」シリーズにて全国カラオケ配信、TOWER RECORDS、ヴィレッジヴァンガードなどの渋谷サイネージジャックなど、全国規模での大型プロモーションも展開中。
2022年3月には初となる全国5大都市ツアー(東京・大阪・名古屋・福岡・札幌)を開催し、2022年4月5日にはSpotify O-EASTワンマンライブを完全ソールドアウト。
同年8月23日には明希（シド）楽曲提供による「ジュブナイル」をリリースし、オリコンデイリーチャート1位を獲得し、8月25日にはZepp DiverCityでの1周年記念ワンマンライブを超満員の中大成功を収めた。
2023年1月からはBLVCKBERRY初の全国8公演ワンマンツアー「NATURAL BORN ERRORS」をスタート。SOLD OUTした初日渋谷GARRET公演を皮切りに、札幌、名古屋、横浜、福岡、大阪を廻り、ツアーファイナルはBLVCKBERRY初のホール公演であるLINE CUBE SHIBUYA（渋谷公会堂）での開催となった。
2月14日にリリースされた3rd SINGLE「NATURAL BORN ERRORS」は2/13付オリコンシングルデイリーチャート1位を獲得。これでデビューより3作品連続のオリコン1位という記録を樹立。日本テレビ系「バズリズム02」エンディングテーマに抜擢され、2/17OAにてゲスト(King & Prince / Stray Kids / BLVCKBERRY / 由薫)出演し、スタジオライブを行った。
2023年6月からは全国10公演ワンマンツアーを敢行、ツアーファイナルは自身二度目のZepp公演となるZepp Shinjukuにて開催し、即日ソールドアウトを記録。
結成より圧倒的な速度で進化を続ける5人組ボーイルグループである。

## 来歴
- 2021年
  - 07月09日 BLVCKBERRY DEBUT LIVE「起動」at 新宿ReNY開催 ※即日SOLDOUT!!※
  - 07月23日 BLVCKBERRY庭瀬風葵＆竜城詩季 合同生誕祭「文月祭」at 新宿HOLIDAY開催
  - 08月06日 「Phoenix」音楽配信サイトにてリリース開始
  - 08月13日 「SIDE by SIDE」音楽配信サイトにてリリース開始
  - 08月20日 「レイメイ」音楽配信サイトにてリリース開始
  - 08月27日 「Awake_?」音楽配信サイトにてリリース開始
  - 09月07日 BLVCKBERRY生誕祭｢修二とアミーゴ｣at 新宿HOLIDAY開催
  - 12月14日 フジテレビ系列音楽番組「Tune」にて「2035」スタジオ歌唱&ゲスト出演
  - 12月14日 1st SINGLE「2035」音楽配信サイトにてリリース開始
  - 12月14日 「2035」がオリコンデイリーシングルチャート第1位を獲得！
  - 12月14日 フジテレビ系列音楽番組「Tune」にて「SIDE by SIDE」スタジオ歌唱
  - 12月17日 BLVCKBERRY 1st ONEMAN LIVE「不死鳥」at 新宿BLAZE開催 ※即日SOLDOUT!!※
  - 12月22日 週間USEN HIT J-POPランキングにて「2035」が第16位ランクイン
  - 12月25日 「Wake up CHARISMA!!」音楽配信サイトにてリリース開始
  - 12月27日〜30日 文化放送「レコメン」にて「2035」パワープレイ放送

- 2022年
  - 01月06日　BLVCKBERRY新凛乃佑生誕祭｢凛｣at 秋葉原P.A.R.M.S開催 ※SOLDOUT!!※
  - 01月12日　週間 USEN HITインディーズ・ランキング にて「2035」が第5位ランクイン
  - 02月01日　｢V-Style FREE MAGAZINE EvoL'v Vol.60｣新凛乃佑 掲載
  - 02月04日　BLVCKBERRY篠崎優瑠生誕祭｢ハマのことなら俺に聞け。｣at 横浜1000CLUB開催 ※SOLDOUT!!※
  - 02月04日　FM yokohama「Loco Spirits!」篠崎優瑠、椿遥斗 出演
  - 02月27日　文化放送「前迫潤哉＆十味 音の箱」竜城詩季 出演
  - 03月08日　「白いわがまま」音楽配信サイトにてリリース開始
  - 03月03日〜26日　渋谷WOMB、名古屋ReNY Limited、札幌cube garden、大阪アメリカ村BEYOND、福岡DRUM Be-1にてBLVCKBERRY全国五大都市ツアー「春ノ嵐」を開催
  - 04月05日　BLVCKBERRY 2nd ONEMAN LIVE「僕らの未来図」at Spotify O-EAST開催 ※即日SOLDOUT!!※
  - 04月07日　「2035」がカラオケDAMにて配信開始
  - 04月30日　サブカルチャー文化にて人気を誇る"豚箱ゑる子"さんとBLVCKBERRYのコラボアイテムをヴィレッジヴァンガードにて販売
  - 05月07日　「TOKYO DOPE」「僕らの未来図」音楽配信サイトにてリリース開始
  - 05月11日　「TOKYO DOPE」がSpotify公式プレイリスト「Boys Group Japan」に選曲チャートイン
  - 05月27日　「BOYS FILE Vol.09 TRAINING」新凛乃佑 撮り下ろし掲載
  - 06月20日　「楽遊BOYS PASS vol.8」篠崎優瑠 撮り下ろし掲載
  - 08月23日　明希（シド）氏による書き下ろし楽曲「ジュブナイル」と「TOKYO DOPE」をダブルリードとして2nd SINGLE発売
  - 08月23日　「ジュブナイル / TOKYO DOPE」がオリコンデイリーチャート1位を獲得
  - 08月25日　BLVCKBERRY 1st ANNIVERSARY ONEMAN「極上東京」at Zepp DiverCity開催
  - 08月29日　TOWER RECORDS週間ランキングにて「ジュブナイル / TOKYO DOPE」第4位、インディーズチャート第1位にランクイン
  - 09月07日　billboard Top Single Sales週間ランキングにて「ジュブナイル / TOKYO DOPE」第6位にランクイン
  - 09月07日　USEN HIT J-POP週間ランキングにて「ジュブナイル / TOKYO DOPE」第10位にランクイン
  - 09月11日　文化放送「前迫潤哉＆十味 #音の箱」へ新凛乃佑&椿遥斗出演
  - 09月11日　テレ朝ch1ボーイズグループパフォーマンスバトル「Future Star」にて準優勝
  - 09月15日　FM FUJI「Music Spice」へ庭瀬風葵出演
  - 12月15日　初のファンクラブ限定ライブ「カリスマ友の会」開催
  - 12月17日　Z世代に爆発的人気を誇るブランド"TRAVAS TOKYO"と限定コラボレーションアイテムをリリース、ラフォーレ原宿にてイベントを開催
  - 12月20日　「楽遊BOYS PASS vol.9」篠崎優瑠 撮り下ろし掲載
  - 12月23日　「BOYS FILE Vol.11 LIVE」岸巧人 撮り下ろし掲載
  - 12月23日　明希（シド）氏によるソロプロジェクトAKi主催イベント＜AKi LIVE 2022 「Craze Freaks」 #02＞出演 [w/AKi、武瑠、SHIN]
  - 12月24日　BLVCKBERRY Presents Premium Night｢BLVCK X'mas Fes」横浜みなとみらいブロンテにて開催
- 2023年
  - 01月07日 1st Blu-ray「極上東京」at Zepp DiverCityライブ会場会場限定リリース
  - 01月07日〜2月11日 渋谷、札幌、名古屋、横浜、福岡、大阪にてBLVCKBERRY 1st ONEMAN TOUR「NATURAL BORN ERRORS」を開催
  - 01月29日 日本テレビ系音楽番組「バズリズム02」の2月度エンディングテーマに「NATURAL BORN ERRORS」決定
  - 02月11日 週間USEN HIT J-POPランキングにて「NATURAL BORN ERRORS」パワープレイ決定
  - 02月12日〜2月17日 文化放送「レコメン！」にて「NATURAL BORN ERRORS」パワープレイ決定
  - 02月14日 3rd SINGLE「NATURAL BORN ERRORS」リリース ※オリコンデイリーチャート1位獲得！※
  - 02月16日 渋谷大型街頭ビジョン全6基にてBLVCKBERRYがジャック
  - 02月17日 日本テレビ系音楽番組「バズリズム02」スタジオライブ出演
  - 02月22日 BLVCKBERRY 1st ONEMAN TOUR「NATURAL BORN ERRORS」GRAND FINAL at LINE CUBE SHIBUYA開催※初のホールライブ開催！※
  - 02月24日 FMヨコハマ「Loco Spirits!」へ庭瀬風葵&椿遥斗出演
  - 02月25日&03月04日 FM FUJI「冠徹弥の冠番組Z」出演
  - 03月07日 BLVCKBERRY岸巧人生誕祭「御三家-岸巧人生誕祭-」開催
  - 03月09日 「NATURAL BORN ERRORS」LIVE DAMにてカラオケ配信
  - 03月14日 1st ONEMAN TOUR「NATURAL BORN ERRORS」裏ファイナル at 渋谷GARRET udagawa開催
  - 03月14日 日本テレビ系「日テレポシュレ」のオープニングテーマに「NATURAL BORN ERRORS」決定
  - 03月19日 激ロックDJパーティーSPECIALにゲスト出演
  - 03月23日 NATURAL BORN ERRORS」がSpotify公式プレイリスト「Boys Group Japan」に選曲チャートイン
  - 04月24日 ファンクラブ限定ライブ「第二回カリスマ友の会」開催
  - 05月05日 「NATURAL BORN ERRORS」MV100万再生達成
  - 05月06日 「肉フェス2023」出演
  - 05月07日〜5月22日 BLVCKBERRY、秘密結社ニルヴァージュ∀、VINANSHIによるスリーマンツアー「御三家巡業」を東名阪にて開催
  - 06月09日 「BOYS FILE Vol.12 Morning Routine」撮り下ろし掲載
  - 06月25日〜08月14日 横浜、名古屋、柏、渋谷、札幌、福岡、大阪、仙台にて全国10公演ワンマンツアー「2nd ANNIVERSARY ONEMAN TOUR"MASTERPIECE"」を開催
  - 08月08日 4th SINGLE「MASTERPIECE」リリース ※4作品連続となるオリコンデイリーチャート1位獲得！※
  - 08月14日 「2nd ANNIVERSARY ONEMAN TOUR"MASTERPIECE"」TOUR FINAL、Zepp Shinjuku開催 ※THANK YOU SOLDOUT!!※、この日を持って竜城詩季が卒業。
  - 09月30日 大洗海上花火大会フェスへ出演。RIP SLYME、SCANDAL、KREVA、SPYAIR、FRUITS ZIPPERらと共演。
- 2024年
  - 01月11日 BLVCKBERRY ONEMAN LIVE 2024「Re:僕らの未来図」at Spotify O-EASTにて開催 ※THANK YOU SOLDOUT!!※

## メンバー
新 凛乃佑(あらた りんのすけ) - 赤色担当
- 12月30日生まれ、B型。東京都出身。
- ワンマンの登場シーンでのアナウンスによる触れ込みは"絶対的顔ラン"
- 筋トレをしなくても筋肉が付きやすい体質で、凛乃佑のアー写を見た雑誌編集部から筋トレ特集にオファーが来るほどの生まれながらの体型を持つ。
- やんちゃそうな見た目だが根は真面目で優しい性格とメンバーからも言われている。

岸 巧人(きし たくと) - 青色担当
- 3月3日生まれ、A型。東京都出身。
- メンバー最年少で、2022年に成人した。
- ワンマンの登場シーンでのアナウンスによる触れ込みは"賢才ジャックナイフ"
- 繊細な声の持ち主で、一際目立つ歌声と評される。

篠崎 優瑠(しのざき すぐる) - 白色担当
- 1月29日生まれ、A型。神奈川県出身。
- ワンマンの登場シーンでのアナウンスによる触れ込みは"ハマのスピードスター"
- 抜群のスタイルの良さを活かし、活動以前はモデルとしても活躍。
- メンバーの椿遥斗とは学生時代からの同級生。
- 学生時代にハイパーヨーヨーの全国大会に出場したこともあるほどの実力を持つ。

椿 遥斗(つばき はると) - 水色担当
- 8月19日生まれ、A型。神奈川県出身。
- ワンマンの登場シーンでのアナウンスによる触れ込みは"撮れ高ジョーカー"
- メンバーの篠崎優瑠とは学生時代からの同級生。
- BLVCKBERRYのリーダーであるが、頼り甲斐があるかは不明。
- そんな憎めないところが遥斗の一番の武器と言われることも。

庭瀬 風葵(にわせ かざき) - 紫色担当
- 7月17日生まれ、A型。鹿児島県出身。
- ワンマンライブの登場シーンでのアナウンスによる触れ込みは"ミスター遠近法"
- 遠近法の由来はメンバーから顔の大きさをいじられることの多さから来ている。
- MCなどでも中心に回ることも多く、メンバーのまとめ役となることも多い。
- 安定感のある歌声が特徴でYouTubeでの歌ってみた動画も評判である。

## ディスコグラフィ

### CDシングル
| 枚  | 発売日         | タイトル                  | 規格 | 販売生産番号                                             | 備考                                          |
| --- | -------------- | ------------------------- | ---- | -------------------------------------------------------- | --------------------------------------------- |
| 1st | 2021年12月14日 | 2035                      | CD   | SPVK-001（TYPE-A） SPVK-002（TYPE-B）                    | 12月13日付オリコンシングルデイリーチャート1位 |
| 2nd | 2022年8月23日  | ジュブナイル / TOKYO DOPE | CD   | SPVK-003（TYPE-A） SPVK-004（TYPE-B） SPVK-005（TYPE-C） | 8月22日付オリコンシングルデイリーチャート1位  |
| 3rd | 2023年2月14日  | NATURAL BORN ERRORS       | CD   | SPVK-006（TYPE-A） SPVK-007（TYPE-B） SPVK-008（TYPE-C） | 2月13日付オリコンシングルデイリーチャート1位  |
| 4th | 2023年8月8日   | MASTERPIECE               | CD   | SPVK-010（TYPE-A） SPVK-011（TYPE-B） SPVK-012（TYPE-C） | 8月7日付オリコンシングルデイリーチャート1位   |

### 配信シングル
| 枚  | 発売日         | タイトル           | 規格 | 作詞                 | 作曲          | 編曲                  | その他プレイヤーなど |
| --- | -------------- | ------------------ | ---- | -------------------- | ------------- | --------------------- | --- |
| 1st | 2021年8月6日   | Phoenix            | 配信 | 猟平(SPVRK)          | 猟平(SPVRK)   | 猟平(SPVRK)           | Guitar：慶(SPVRK) |
| 2nd | 2021年8月13日  | SIDE by SIDE       | 配信 | 猟平(SPVRK)          | 猟平(SPVRK)   | 猟平(SPVRK)           | Synth：めんま(SPVRK) Guitar：慶(SPVRK)                                                                                           |
| 3rd | 2021年8月20日  | レイメイ           | 配信 | 41730(SPVRK)         | 41730(SPVRK)  | 41730 / めんま(SPVRK) | Bass：ハク(ユナイト) Drums：莎奈(ユナイト) Engineer：原裕之(調布レコード)                                                        |
| 4th | 2021年8月27日  | Awake_?            | 配信 | 41730(SPVRK)         | 41730(SPVRK)  | 41730 / 五十嵐耕平    | Bass：ハク(ユナイト) Drums：莎奈(ユナイト) Engineer：原裕之(調布レコード)                                                        |
| 5th | 2021年12月14日 | 2035               | 配信 | 猟平(SPVRK)          | 猟平(SPVRK)   | 猟平(SPVRK)           | Guitar：慶(SPVRK) Key&Strings：めんま Mix Engineer：原裕之 (調布レコード)                                                        |
| 6th | 2021年12月24日 | Wake up CHARISMA!! | 配信 | 猟平(SPVRK)          | 猟平(SPVRK)   | 猟平(SPVRK)           | Guitar：慶(SPVRK) Key&Strings：めんま Mix Engineer：原裕之 (調布レコード)                                                        |
| 7th | 2022年3月8日   | 白いわがまま       | 配信 | めんま / 猟平(SPVRK) | めんま(SPVRK) | めんま / 猟平(SPVRK)  | Guitar：慶(SPVRK) Key&Strings：めんま Mix Engineer：原裕之 (調布レコード)                                                        |
| 8th | 2022年5月7日   | TOKYO DOPE         | 配信 | 猟平(SPVRK)          | 猟平(SPVRK)   | 猟平(SPVRK)           | Guitar：慶(SPVRK) Bass：華凛(DAT) Key & Strings：めんま(SPVRK) Vox Direction：お花(SPVRK) Mixing Engineer：原裕之 (調布レコード) |
| 9th | 2022年5月7日   | 僕らの未来図       | 配信 | 猟平(SPVRK)          | 猟平(SPVRK)   | 猟平(SPVRK)           | Guitar：慶(SPVRK) Bass：華凛(DAT) Vox Direction：お花(SPVRK) Mixing Engineer：原裕之 (調布レコード)                              |